# ヨハン5世 (ザクセン＝ラウエンブルク公)

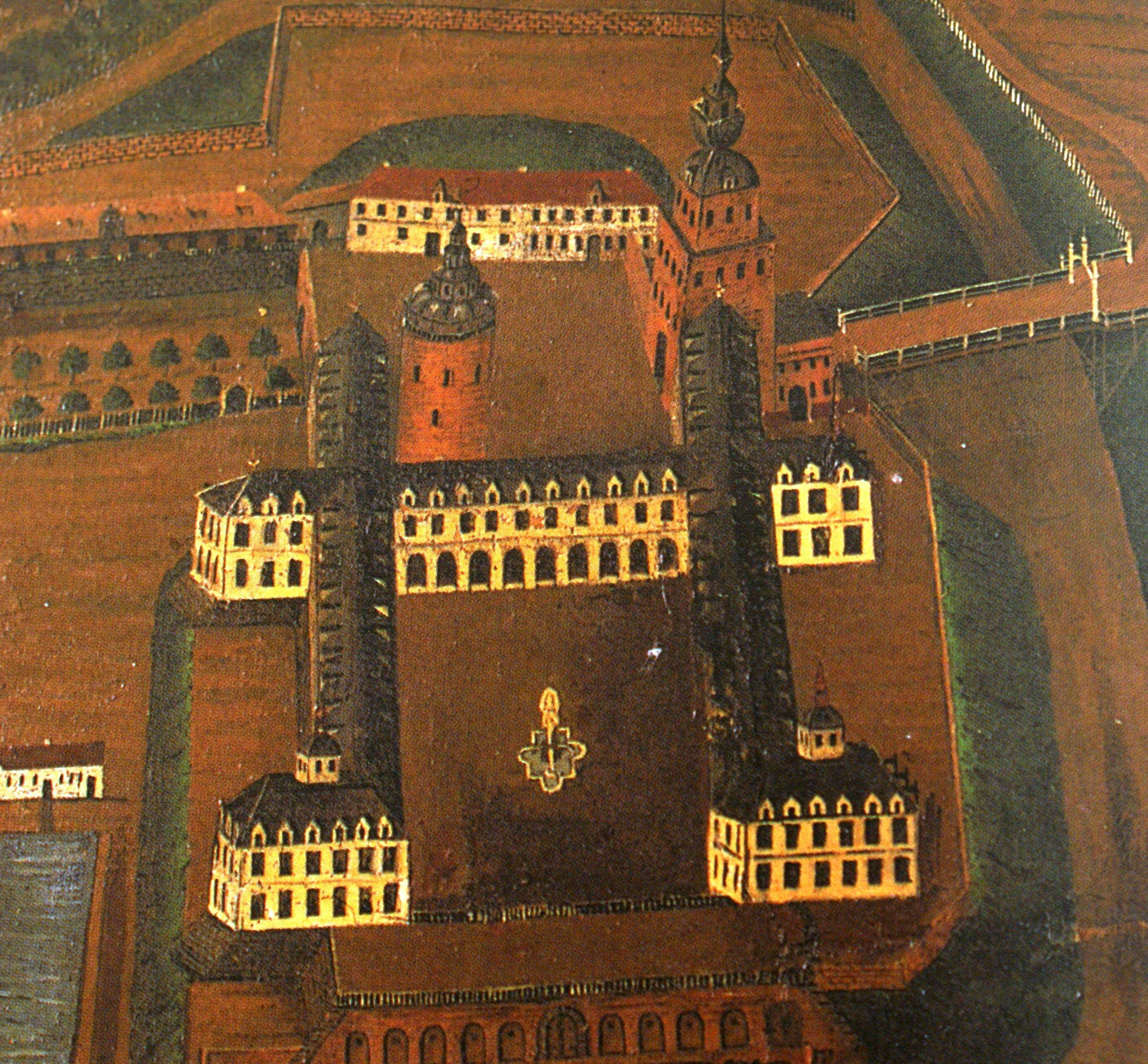
ラウエンブルクの居城

ヨハン5世（Johann V., 1439年7月18日 - 1507年8月15日）は、ザクセン＝ラウエンブルク公（在位：1463年 - 1507年）。ザクセン＝ラウエンブルク公ベルンハルト2世と、ポンメルン＝シュトルプ公ボギスラフ8世の娘ドロテアとの間の長男。ヨハン4世ともいわれる。

## 生涯
ヨハン5世は1180年から1182年にベルンハルト1世により建設が開始されたザクセン＝ラウエンブルクの居城を火災の後に再建した。
1407年以来、3,000ラインギルダーの担保としてハンブルクに質入れされていたザクセン＝ラウエンブルクの飛び地ラント・ハーデルンを、1481年に買い戻した。その後、ヨハンは息子であり後継者であるマグヌスをハーデルンの副摂政とし、1498年には最終的に摂政とした。
摂政となったマグヌスは、1484年にヴェーザー河口の北海の湿地帯にあったフリース人自由民の事実上の自治区である豊かなラント・ヴルシュテンを征服することに失敗したが、1498年11月24日に父ヨハンおよびブラウンシュヴァイク＝ヴォルフェンビュッテル侯ハインリヒ1世と同盟を結び、2度目のヴルシュテン征服において成功を収めた。しかし、1499年9月9日、ヴルシュテン、ブレーメン大司教、ディトマーシュ、ブレーメン、ブクステフーデおよびハンブルク、シュターデの諸都市によるヨハンとマグヌスに対する先制攻撃がなされ、父子の遠征は大きな損失を伴うものとなった。1499年12月初旬までに、ブレーメン大司教ヨハン・ローデはハインリヒ1世を寝返らせ、マグヌスは支援を失った。
ブラウンシュヴァイク公＝カレンベルク＝ゲッティンゲン侯エーリヒ1世およびハインリヒ1世の仲介で、ブレーメン大司教ヨハン・ローデとマグヌスは父ヨハンのために1500年1月20日に和平を締結した。ハーデルンはマグヌスに返還されたが、ヴルシュテンの住民は8月18日にローデに忠誠を誓ったため、最終的には戦争前と比べほとんど変化がなかった。

## 結婚と子女
1464年2月12日、ヨハン5世はブランデンブルク選帝侯フリードリヒ2世の娘ドロテア・フォン・ブランデンブルク（1446年 - 1519年3月）と結婚し、以下の子女をもうけた。
- アーデルハイト - 早世
- ゾフィー（1497年以前没） - 1491年11月29日にシャウムブルク伯アントンと結婚
- アンナ（1468年 - 1504年） - 1490年にヨハン・フォン・リンダウ＝ルッピンと結婚
- マグヌス1世（1470年 - 1543年） - ザクセン＝ラウエンブルク公
- ベルンハルト（1524年没） - ケルンおよびマグデブルクの律修司祭
- エーリヒ（1472年 - 1522年） - ヒルデスハイム司教（エーリヒ2世、1501年 - 1503年）、ミュンスター司教（エーリヒ1世、1508年 - 1522年）
- ヨハン（1483年 - 1547年） - ヒルデスハイム司教（ヨハン4世、1503年 - 1547年）
- フリードリヒ（1501年以前没）
- ルドルフ（1503年没）
- ハインリヒ - 早世
- カタリーナ - ラインベークのシトー会修道女
- エリーザベト（1489年 - 1541年） - ブラウンシュヴァイク＝グルーベンハーゲン公ハインリヒ4世と結婚

庶子が1人いる。
- ベルンハルト・フォン・ザクセン（1549年以前没） - ミュンスターの補佐司教、プトレマイス（今日のアッコ）の名目上の司教